# Physarina
Physarina is een geslacht van slijmzwammen (Myxomycetes) in de familie Didymiaceae.

## Soorten
Volgens Index Fungorum bevat het geslacht drie soorten (peildatum september 2023):
| Soortnaam               | Auteur(s)                 | Publicatiejaar |
| ----------------------- | ------------------------- | -------------- |
| Physarina alboscabra    | Nann.-Bremek. & Y. Yamam. | 1986           |
| Physarina echinocephala | Höhn.                     | 1909           |
| Physarina echinospora   | K.S. Thind & Manocha      | 1964           |